# 四万川
四万川（しまがわ）は、群馬県吾妻郡の主に中之条町を流れる利根川水系吾妻川支流の一級河川である。

## 地理
群馬県吾妻郡中之条町大字四万の新潟県との境にある三国山脈に源を発する。南に流れ四万川ダム、中之条ダムを経て、下沢渡で上沢渡川を合わせる。東南へ流路を変え、中之条町大字中之条町と東吾妻町大字原町の境界で吾妻川に合流する。

## 支流
- 日向見川
- 新湯川
- 鷹の巣沢
- 上沢渡川
- 大竹川

## 橋梁
- 湯の泉橋
- 赤沢橋
- 日向見橋
- ゆずりは大橋
- 落合橋
- 月見橋
- 四万大橋（国道353号）
- 渡戸橋（国道353号）
- 湯原橋（国道353号）
- 天然橋（群馬県道55号中之条草津線）
- 上妻橋
- 山田川橋（国道145号）
- 四万川橋梁 - 吾妻線